# Joe Taslim
Johannes Taslim, detto Joe (Palembang, 23 giugno 1981), è un attore e artista marziale indonesiano, membro della squadra nazionale di judo indonesiana dal 1997 al 2009.

## Biografia
Taslim, di discendenza cinese, è nato nel 1981 a Palembang, in Indonesia.
Nel 2010 ha ottenuto il ruolo di Jaka, un sergente di una squadra speciale di polizia, nel film The Raid - Redenzione. Successivamente Taslim ha preso parte al primo film horror d'azione della HBO Asia, Dead Mine, uscito nelle sale di alcuni territori asiatici nel settembre 2012, in seguito all'anteprima televisiva.
Nel 2013 è apparso nel film Fast & Furious 6, nei panni di Jah, un duro e violento mercenario al servizio della banda di Owen Shaw (Luke Evans) che usa le sue abilità nelle arti marziali per combattere contro i due amici dei protagonisti del film, Roman Pearce (Tyrese Gibson) e Han Seoul-Oh (Sung Kang). Nel maggio 2013 è stato reso noto che Taslim avrebbe recitato nel film La notte su di noi, prima che il progetto si interrompesse nel settembre dell'anno successivo. Il film è stato infine distribuito dalla piattaforma di streaming Netflix il 19 ottobre 2018.
Nel 2016 è comparso nel film Star Trek Beyond nel ruolo di Manas, un primo ufficiale e braccio destro del capitano Balthazar M. Edison (alias Krall) trasformato in un alieno. Nel 2017, Taslim ha recitato nella serie televisiva Warrior, nei panni di Li Yong. La serie è stata presentata per la prima volta il 5 aprile 2019. Nel luglio 2019 è stato scelto per interpretare il malvagio guerriero Sub-Zero (Bi-Han) nel film reboot Mortal Kombat (basato all'omonima serie di videogiochi picchiaduro), uscito il 23 aprile 2021, ruolo che ha poi ripreso con un altro nome in codice di Noob Saibot nel sequel Mortal Kombat II, sempre diretto da Simon McQuoid, in uscita nel 24 ottobre 2025.

### Vita privata
Si è sposato nel 2004 con Giulia, con cui ha avuto tre figli: Mikaveli, Kaara Ofelia e Hiero Joe.

## Filmografia

### Cinema
- Karma, regia di Allan Lunardi (2008)
- Rasa, regia di Charles Gozali (2009)
- The Raid - Redenzione (Serbuan Maut), regia di Gareth Evans (2011)
- Dead Mine, regia di Steven Sheil (2012)
- Fast & Furious 6 (Furious 6), regia di Justin Lin (2013)
- La Tahzan, regia di Danial Rifki (2013)
- Star Trek Beyond, regia di Justin Lin (2016)
- Surat Kecil untuk Tuhan, regia di Harris Nizam (2017)
- La notte su di noi (The Night Comes for Us), regia di Timo Tjahjanto (2018)
- Hit & Run, regia di Ody C. Harahap (2019)
- Geom-gaek (검객), regia di Jae-Hoon Choi (2020)
- Mortal Kombat, regia di Simon McQuoid (2021) – Sub-Zero
- The Swordsman, regia di Choi Jae-hoon (2020)
- The Warrior: The Iron Claw, regia di Gareth Evans (2023)
- Mortal Kombat II, regia di Simon McQuoid (2025) – Sub-Zero

### Televisione
- Warrior – serie TV, 28 episodi (2019-2023)

## Riconoscimenti
- Maya Awards
  - 2013 – Candidatura come Miglior attore protagonista per La Tahzan
- Indonesian Movie Actors Awards
  - 2014 – Miglior attore per La Tahzan
- Style Awards
  - 2017 – Attore dell'anno

## Palmarès
| Anno | Manifestazione                                      | Sport | Evento               | Risultato | Note          |
| ---- | --------------------------------------------------- | ----- | -------------------- | --------- | ------------- |
| 1999 | Campionati di judo del sud-est asiatico a Singapore | Judo  | Classe libera uomini | Oro       | [ 13 ] [ 14 ] |
| 2007 | Giochi del Sud-est asiatico                         | Judo  | Uomo – 81 kg         | Argento   | [ 13 ] [ 14 ] |
| 2008 | Giochi nazionali indonesiani                        | Judo  | Uomo – 81 kg         | Oro       | [ 13 ] [ 14 ] |

## Doppiatori italiani
Nelle versioni in italiano delle opere in cui ha recitato, Joe Taslim è stato doppiato da:
- Andrea Beltramo in The Raid - Redenzione
- Gianfranco Miranda in Fast & Furious 6
- Gabriele Lopez in Warrior
- Raffaele Carpentieri in Mortal Kombat